# České Nové Domky
České Nové Domky (německy Böhmisch Neuhäusl) je zaniklá vesnice v Českém lese, v okrese Tachov. Stála přímo na hranicích Čech s Bavorskem. Z německé strany stojí vesnice Neudorf, která dříve tvořila s Českými Novými Domky jeden přeshraniční celek. Mezi oběma vesnicemi se dodnes zachoval starý hraniční kámen.

## Historie
První zmínka o Českých Nových Domcích pochází z roku 1838.